# Mitchell Chaffee
Pour les articles homonymes, voir Chaffee.
Mitchell Chaffee (né le 26 janvier 1998 à Grand Rapids, État du Michigan) est un joueur professionnel américain de hockey sur glace. Il évolue au poste d'attaquant.

## Biographie

### Carrière en club
Il commence sa carrière junior avec le Thunder de Bloomington dans l'USHL en 2015-2016. De 2017 à 2020, il poursuit un cursus universitaire à l'Université du Massachusetts à Amherst. Il évolue deux saisons avec les Minutemen de l'UMass dans le championnat NCAA. Il passe professionnel en 2020 avec le Wild de l'Iowa dans la Ligue américaine de hockey. Le 19 avril 2022, il joue son premier match dans la Ligue nationale de hockey avec le Wild du Minnesota chez les Canadiens de Montréal. Le 25 janvier 2024, il marque son premier but et enregistre sa première assistance dans la LNH avec le Lightning de Tampa Bay face aux Coyotes de l'Arizona.

## Statistiques
| Saison     | Équipe                 | Ligue       |    | Saison régulière | Saison régulière | Saison régulière | Saison régulière | Saison régulière |   | Séries éliminatoires | Séries éliminatoires | Séries éliminatoires | Séries éliminatoires | Séries éliminatoires |
| Saison     | Équipe                 | Ligue       | PJ | B                | A                | Pts              | Pun              | PJ               | B | A                    | Pts                  | Pun                  |                      |                      |
| 2015-2016  | Thunder de Bloomington | USHL        | 54 | 7                | 6                | 13               | 40               | 4                | 0 | 0                    | 0                    | 0                    |                      |                      |
| 2016-2017  | Thunder de Bloomington | USHL        | 35 | 7                | 4                | 11               | 34               | -                | - | -                    | -                    | -                    |                      |                      |
| 2016-2017  | Force de Fargo         | USHL        | 14 | 1                | 4                | 5                | 4                | 3                | 1 | 0                    | 1                    | 0                    |                      |                      |
| 2017-2018  | Minutemen de l'UMass   | Hockey East | 39 | 13               | 11               | 24               | 22               | -                | - | -                    | -                    | -                    |                      |                      |
| 2018-2019  | Minutemen de l'UMass   | Hockey East | 40 | 18               | 24               | 42               | 33               | -                | - | -                    | -                    | -                    |                      |                      |
| 2019-2020  | Minutemen de l'UMass   | Hockey East | 30 | 16               | 13               | 29               | 16               | -                | - | -                    | -                    | -                    |                      |                      |
| 2020-2021  | Wild de l'Iowa         | LAH         | 28 | 2                | 15               | 17               | 16               | -                | - | -                    | -                    | -                    |                      |                      |
| 2021-2022  | Wild de l'Iowa         | LAH         | 49 | 23               | 16               | 39               | 14               | -                | - | -                    | -                    | -                    |                      |                      |
| 2021-2022  | Wild du Minnesota      | LNH         | 2  | 0                | 0                | 0                | 0                | -                | - | -                    | -                    | -                    |                      |                      |
| 2022-2023  | Wild de l'Iowa         | LAH         | 10 | 5                | 2                | 7                | 8                | -                | - | -                    | -                    | -                    |                      |                      |
| 2023-2024  | Crunch de Syracuse     | LAH         | 36 | 12               | 14               | 26               | 16               | -                | - | -                    | -                    | -                    |                      |                      |
| 2023-2024  | Lightning de Tampa Bay | LNH         | 30 | 4                | 3                | 7                | 4                | 5                | 0 | 0                    | 0                    | 2                    |                      |                      |
| Totaux LNH | Totaux LNH             | Totaux LNH  | 32 | 4                | 3                | 7                | 4                | 5                | 0 | 0                    | 0                    | 2                    |                      |                      |